# 格魯希夫卡 (薩爾內區)
51°9′4″N 26°23′0″E / 51.15111°N 26.38333°E
格魯希夫卡（烏克蘭語：Грушівка），是烏克蘭的村落，位於該國西北部羅夫諾州，由薩爾內區負責管轄，始建於1856年，面積0.88平方公里，海拔高度164米，2001年人口261，人口密度每平方公里296.9人。